# سلطنة أحمد نكر
سلطنة أحمد نكر أو  السلطنة النظامشاهيّة سلطنة هندية في العصور الوسطى المتأخرة، تقع في شمال غرب هضبة الدكن بالهند؛ بين سلطنة الكجرات وسلطنة بيجابور. استمرت حوالي 146 سنة حتى ضمتها سلطنة مغول الهند.